# Новгородський другий літопис
Новгородський другий літопис (Н2Л, Архівский літопис, літопис Малиновського) — пам’ятник новгородського літописання XVI ст., що охоплює період з 911 по 1572 роки (також містить три дрібні приписки під 1573, 1581 и 1587 роками). Отримав назву «другий» по тому порядку, в якому були опубліковані новгородські літописи при їх першому опублікуванні . На думку А. О. Амелькіна та О. Л. Новікової, являє собою збірник літописних записів.

## Текстологія та зміст
Як історичне джерело літопис вперше використав М . М. Карамзін в своїй «Історії Держави Російської». В цій праці цей літопис названий Новгородським літописом Малиновського, по прізвищу власника, який подарував літопис Архіву Міністерства закордонних справ. Факт знаходження літопису в архіві дав цьому літопису назву Архівський.
Відомий в двох рукописах кінця XVI — початку XVII ст. та кінця XVIII — початку XIX ст.. В першому рукописі зошити переплетені  неправильно, а статті знаходяться у безладі. Ця частина збірника була написана трьома писарями в самому кінці XVI ст. і являє собою копію збірника матеріалів різного походження.
Новгородський другий літопис складний по своєму складу .  Він складається з двох частин, текст з відомостями до XVI ст. і з відомостями XVI ст. Являється скороченим витягом з новгородських зводів. Джерелами першої частини є Новгородський перший літопис молодшої редакції (або близький до неї літопис), Лисицький літопис та інші новгородські літописи. Друга частина літопису більш оригінальна. Джерелом також був літопис, близький до Новгородського четвертого літопису. З Новгородського першого літопису були взяті відомості за 1102—1422 роки, з Новгородського четвертого — відомості за 911—1424 роки.
Складна структура тексту пам’ятника та відсутність схожих новгородських літописів середини — кінця  XVI ст., на думку О. Л. Новікової, свідчить про те, що даний пам’ятник являє собою не літопис, а збірник літописних статей та  уривків, включаючи уривки декількох самостійних творів та виписки з літописів, групи джерел на одну і ту ж тему.
До числа літописних уривків у складі пам’ятника відносяться: частина «Короткого літопису новгородських владик», в редакції початку 1550-х років, з додатковими статтями та «Сказанням про Святу Софію», Короткий новгородський літопис  1500-1501 років, розповідь про балі під час Городищенського стояння, уривок з Скитського патерика, літописний уривок про хресні ходи архієпископа Новгородського Геннадія в 1500 році, розповідь про землетрус в Італії та Греції в 1542 році. Багато з цих текстів нерідко присутні в збірниках новгородського походження XVI—XVII ст. Основними темами виписок з літописів є: поховання в Софійському  соборі, ктиторська діяльність новгородських владик, відомості, зв’язані з окремими церквами, різні «знамення», пожежі в Новгороді.
Серед літописних повідомлень за 1550—1560-і роки є записи, які, на думку О. Л. Новікової, походять з офіційних монастирських джерел. В числі монастирських  записів присутні групи літописних статей з Лазаревського та Юрʼївського монастирів. Відомості кінця 1560х — початку 1570-х років є хронікою життя Новгорода. Тут присутні і записи, в яких автор говорить про самого себе. Згідно О. Л. Новікової, автор даної хроніки належав до чорного духовенства та був впливовим. Дослідниця вважає, що решта матеріалів збірника (Новгородського другого літопису) зібрані разом в останній чверті XVI ст. тією ж особою. В кінці XVI ст. з цього збірника була зроблена копія, що збереглась у збірнику Російского державного архіву древніх актів.
Джерела Новгородського другого літопису за 1568—1572 роки представляють цінність для історії опричнини в Новгороді.

## Лисицький літопис
Новгородський другий літопис в джерелах 1450 і 1572 років повідомляє про існування не збереженого нині Лисицького літопису, який був складений у Новгороді в XV ст. та отримав назву від новгородського монастиря на горі Лисичій:
«В лето 6958 [1450]. Написана бысть сия книга летописець во обители пречистеи Рожества на Лисьи гори повелением раба Божия дьякона инока Геронтия в полдест, держан»
«В лето 7000 восмдесятага [1572]. Месяца февраль в 5 вторник, а служил того дни в манастыри на Лисьи горе обидню и смотрил в манастыри книгы литописца церковнаго, а сказывал, что литописец Лесицкои добри сполна, ажо не сполна: развие написано в летописце в Лесуцком владыки Навгороцькые, не вси сполна, писаны развие до владыкы Еуфимия Навгороцького. А смотрил в кельи у старца у келаря у Деонисия» .

## Видання
- ПСРЛ Том 3. Новгородские летописи.Новгородская 1-я, 2-я и 3-я летописи — СПб: Типография Эдуарда Праца, 1841.
- ПСРЛ Том 3. Новгородскія летописи. 2-я и 3-я летописи. СПБ 1879
- ПСРЛ Том 30. Владимирский летописец. Новгородская вторая (Архивская) летопись. М., Наука. 1965.